# Rourea acutipetala
Khâm khua cánh hoa nhọn (danh pháp khoa học: Rourea acutipetala) là một loài thực vật có hoa trong họ Connaraceae. Loài này được Friedrich Anton Wilhelm Miquel miêu tả khoa học đầu tiên năm 1861.

## Phân bố
Loài này có trong khu vực từ nam Đông Dương tới tây Malesia.